# Probles sibiricus
Probles sibiricus là một loài tò vò trong họ Ichneumonidae.